# 조엔 마쉬

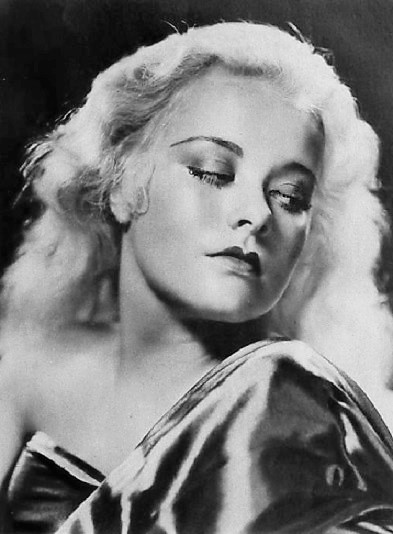

조엔 마쉬(Nancy Ann Rosher, 1913년 7월 10일 ~ 2000년 8월 10일)는 미국의 배우, 영화배우이다.

## 영화
- 본드 (1918년)
- 소공자 (1921년)
- 서부 전선 이상 없다 (1930년)
- 킹 오브 재즈 (1930년) - 블론드 역
- 인스퍼레이션 (1931년)
- 안나 카레니나 (1935년)
- 바보의 기쁨 (1939년)
- 잔지바르 가는 길 (1941년)
- 엔터테인먼트 (1974년)